# Buggiano
Buggiano es una localidad italiana de la provincia de Pistoia, región de Toscana, con 8.721 habitantes.

Ubicación de la ciudad de Buggiano dentro de la provincia de Pistoia.

## Evolución demográfica

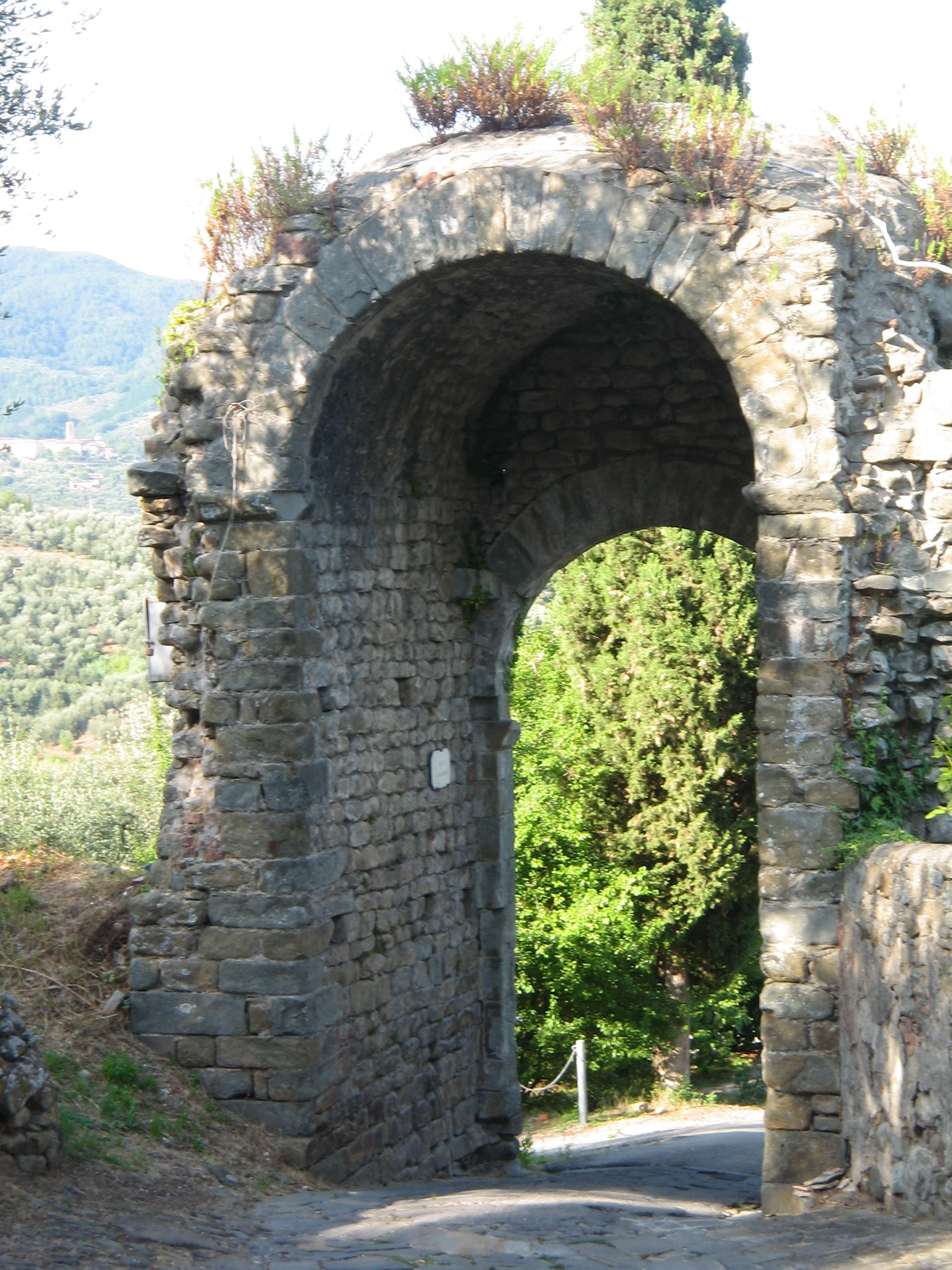
Puerta de San Martino, Buggiano Castello.

| Gráfica de evolución demográfica de Buggiano entre 1861 y 2001 |
|                                                                |
| Fuente ISTAT - Elaboración gráfica por parte de Wikipedia      |

## Monumentos y lugares de interés

### Edificios religiosos
- Santuario de la Santa Cruz: La iglesia, utilizada por primera vez como un Hospital, fue ampliada en el siglo XIV y reconstruida en 1773.
- Parroquia de San Andrés
- Parroquia de San Lorenzo (Buggiano)
- Iglesia de la Madonna della Salute y de San Nicolás
- Convento de Santa María de la Selva Agustín

### La arquitectura civil
- Villa Bellavista, en la aldea de Borgo a Buggiano.
- Villa Sermolli (un castillo Buggiano).
- Palazzo Carozzi-Sannini, siglo XVIII (Borgo a Buggiano)

## Cultura

### Media

#### Cine
- Borgo a Buggiano fue nombrado en la película "Te quiero en todos los idiomas del mundo" Leonardo Pieraccioni. Sólo el disparo final es de Buggiano Castillo.

### La gente de Buggiano
- Pia Carozzi Sannini, benefactora.
- Andrea Cavalcanti llamada  Buggianino, pintor estudiante de  Brunelleschi.
- Egidio Lari, el nuncio apostólico.
- Benito Lorenzi, futbolista.
- Lorenzo Natali, político.
- Lorenzo Perosi, compositor.
- Coluccio Salutati, político humanista.

## Panorama

### Eventos
- Cada año, el primer domingo de mayo, fue galardonado con el Premio Internacional de Poesía "Coluccio Salutati", organizado por la Municipalidad de Buggiano, bajo el patrocinio de la Presidencia de la República.